# Ангел (Евангелион)
Ангелы (яп. 使徒 сито, апостол) — существа, периодически появляющиеся в различных сериях аниме и манги «Евангелион». Изначально их название должно было переводиться как «Apostolo» (яп. アポストロ апосуторо). Однако в сериале на экранах Нерва идёт перевод «Angel». Используемое для обозначения Ангелов слово 使徒 в японском языке используется как название двенадцати апостолов Христа. По словам режиссёра американской озвучки сериала Мэтта Гринфилда слово Ангел вместо Апостол было использовано по указанию Gainax. Изначально Ангелов должно было быть 28, однако в аниме их число было уменьшено до семнадцати. Предположительно, «цель» прихода Ангела состоит в том, чтобы прорваться непосредственно в Геофронт, где, по их мнению, спрятано тело первого Ангела — Адама. Этому препятствуют Евангелионы. По мнению рецензента журнала «InterCommunication», Ангелы являются одним из примеров очарования «Евангелиона». Хотя чувство тревоги всегда описывается как что-то конкретное, сами переживания людей при этом носят абстрактный характер. И образы Ангелов, являющихся крайне абстрактными и переменчивыми врагами, отлично справляются с задачей придания конкретного образа переживаниям персонажей.

## Строение Ангела
По мнению главы исследовательского отдела Nerv Рицуко Акаги, Ангелы состоят из некоего вещества, проявляющего как корпускулярные, так и волновые свойства. Иными словами, Ангел — одновременно и частица, и волна, причём спектрограмма их излучения обладает большим сходством с ДНК человека. Это позволяет сделать вывод, что Ангелы и люди имеют одинаковую природу происхождения.

## Особенности
Каждый ангел обладает так называемым АТ-полем — неким сверхмощным «ментально-духовным» силовым полем, препятствующим проникновению посторонних объектов, в том числе обычных видов оружия, бомб и энергий, хотя они и истощают силы ангела, но на практике убить его не могут.

## Перечень ангелов
Нумерация дана по оригинальному сериалу. В новом Rebuild of Evangelion номера всех Ангелов, начиная с третьего, увеличены на единицу, многие ангелы изменены внешне, некоторые заменены полностью.
1. Адам (яп. アダム Адаму, «Красной почвы»)
Явился причиной Второго удара. Выглядит как гигант, полностью состоящий из света, силуэтом напоминает Еву-01. Был найден в Антарктиде внутри Белой Луны или рядом с ней. Команда доктора Кацураги пыталась взаимодействовать с Адамом с помощью Копья Лонгиния, но эксперимент вышел из-под контроля, спровоцировав Второй удар. Тело Адама было превращено в эмбрион, который Кадзи впоследствии доставил Гэндо Икари. В манге он проглатывает эмбрион, а в сериале вживляет в свою руку, чтобы потом соединить его с Рей.
2. Лилит (яп. リリス Рирису, «Чёрной Луны»)
Найденное в Геофронте существо. В сериале предстаёт распятой на кресте с вонзённым в грудь копьём Лонгиния. На лице у этого Ангела маска с гербом Seele.
3. Сакиил (яп. サキエル Сакиэру, «Воды»)

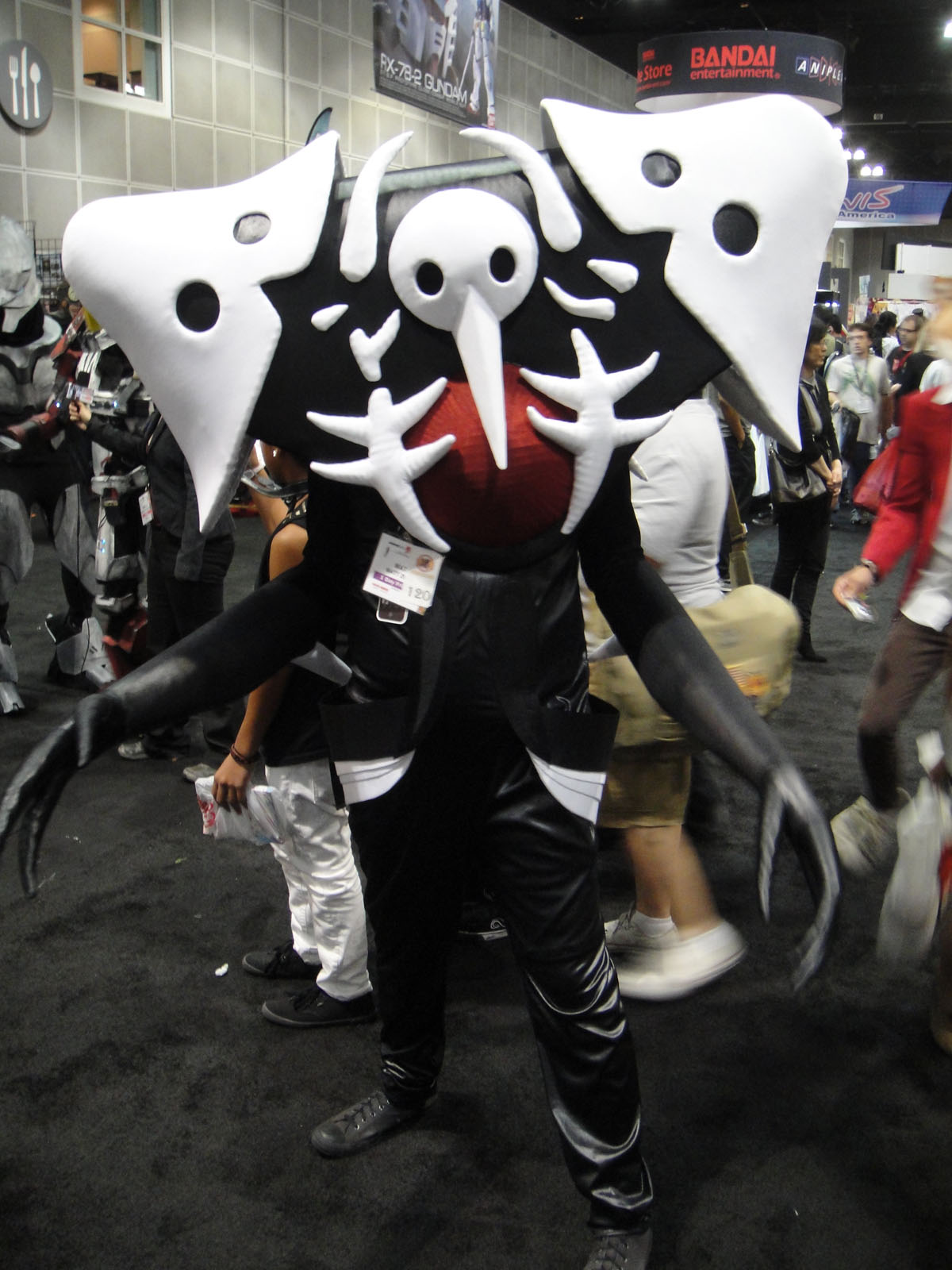

Существо с мощным ударным орудием в «руке». Уничтожен Евой-01 в режиме «берсерка», когда она получила критические повреждения.
4. Самусиил (яп. シャムシエル Сямусиэру, «Дня»)
Змееподобное существо с верхними конечностями, подобными светящимся канатам из гибкого материала, способные наносить серьёзные повреждения. Уничтожен Синдзи Икари.
5. Рамиил (яп. ラミエル Рамиэру, «Грома»)
Выглядит в базовой форме как ровный октаэдр. В Ребилде способен изменять свою форму во время атаки. Совершил попытку проникновения в Геофронт путём бурения. Уничтожен совместно Синдзи Икари и Рей Аянами при операции, разработанной Мисато Кацураги
6. Гагиил (яп. ガギエル Гагиэру, «Рыб», «Водных существ»)
Ангел, преследовавший то ли зародыш Адама, который перевозил Рёдзи Кадзи, то ли Еву-02. Имеет огромные размеры, по величине сопоставим с авианосцем ООН «Over the rainbow». Уничтожен Аской Лэнгли Сорью.
7. Израфил (яп. イスラフェル Исурафэру, «Музыки»)
Маска этого Ангела напоминает знак «Инь и ян», руки и ноги Ангела представляет собой правильный полукруг. Единственный ангел с двумя ядрами, способен разделяться на два самостоятельных организма и соединяться обратно, что делает его практически неодолимым в бою один на один. Способен излучать энергию в качестве оружия, а «руками» резать металл. После атаки Аски разделился на два отдельных организма. Уничтожен совместно Аской Лэнгли Сорью и Синдзи Икари.
8. Сандалфон (яп. サンダルフォン Сандаруфон, «Зародыша»)
Обнаружен в кратере вулкана в виде зародыша. При попытке захвата пробудился. Похож на огромного ската. Выдерживает огромные температуры и давление. Уничтожен Аской Лэнгли Сорью.
Отсутствует в манге.
9. Маториил (яп. マトリエル Маториэру, «Дождя»)
Гигантский четырёхлапый «паук». Основное тело яйцевидной формы бирюзового цвета, покрытое множеством глаз. Нижний глаз может «плакать», испуская в качестве слёз кислоту. Пытался проникнуть внутрь Геофронта, прожигая себе путь сильной кислотой. Уничтожен при совместной операции трёх Ев.
Отсутствует в манге.
10. Сахакиил (яп. サハクィエル Сахаквиэру, «Неба»)
Имеет плоское тело, напоминающее одновременно амёбу и крыло, в центре гигантский глаз с зелёной радужкой и красным зрачком (ядром), аналогичные глаза без ядер симметрично расположены на полости тела. Мисато при обнаружении ангела отмечает нелепость его внешнего вида[Ц 2]. В качестве орудия использовал пассивную силу своего АТ-поля, бомбя кусками тела поверхность. Уничтожен при совместной операции трёх Ев.
11. Ируил (яп. イロウル Ироуру, «Страха»)
Представляет собой саморазвивающийся микроорганизм со способностью, подобно компьютерному вирусу, проникать в системы управления и поражать узловые элементы защиты. Тайным образом прокрался в штаб Nerv. Вызвал коррозию защитного слоя испытательной камеры, захватил имитационные тела и через них проник в комплекс Маги. Уничтожен Рицуко Акаги.
Отсутствует в манге.
12. Лелиил (яп. レリエル Рэриэру, «Ночи»)

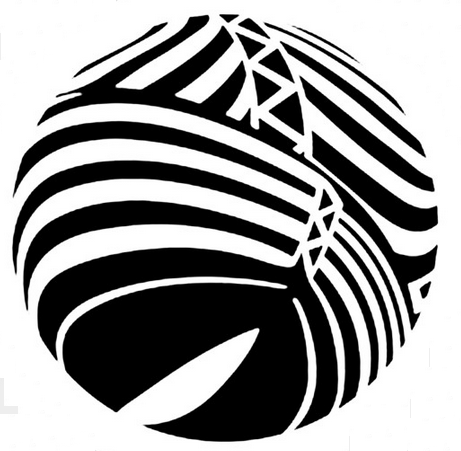

«Тело» этого Ангела представляло собой практически плоское (3 нанометра), поглощающее все объекты на поверхности образование, напоминающее тень. В таком состоянии оно удерживалось благодаря «инвертированному АТ-полю». Сфера, диаметром около 80 метров, являлась лишь «отражением» тела ангела в трёхмерном пространстве. Основное оружие — так называемое Море Дирака. Название родилось из теории Дирака «обменного взаимодействия», характеризующее собой специфический квантовый эффект, отражающий свойства симметрии системы тождественных частиц относительно перестановки пары таких частиц, исходя из уравнения Дирака о движении частиц со спином 1/2. Поглотил Еву-01 с Синдзи внутри, предположительно пытался выйти на контакт с Синдзи. Уничтожен «берсерком» Евы-01, после истечения заряда батарей.
Отсутствует в манге.
13. Бардиил (яп. バルディエル Барудиэру, «Града»)
Существовал в аморфном виде, захватил, а затем и полностью подчинил себе Еву-03 с находящимся внутри пилотом. Уничтожен Евой-01 с активированным по приказу Гэндо Икари псевдопилотом. Процесс уничтожения шокировал всех наблюдавших. Ева-03 была разорвана на части и не подлежала восстановлению. Пилот Сузухара Тодзи получил тяжёлые увечья, приведшие к инвалидности (в манге — к смерти). В Rebuild of Evangelion пилотом на момент уничтожения была Аска.
14. Зеруил (яп. ゼルエル Зэруэру, «Мощи»)
Крайне мощный ангел. Лицевая маска похожа на стандартную, но как будто искажённую яростью. Оружие — острейшие щупальца-лезвия и мощный энергетический залп (парой ударов пробил все слои бронеплит Токио-3). Этим оружием он нанёс сильнейшие повреждения Еве-02, чем вызвал у Аски глубокую депрессию. Уничтожен «берсерком» Евы-01. После победы над ангелом Ева съедает его тело, получает S²-двигатель и за счёт новых сил сбрасывает доспехи-путы.
15. Ариил (яп. アラエル Араэру, «Птиц»)
Появляется на околоземной орбите в виде свечения, по форме напоминающего птицу. Оставаясь на орбите, ментально атаковал Аску в Еве-02. Уничтожен Рей при помощи копья Лонгиния.
16. Алмисаил (яп. アルミサエル Арумисаэру, «Утробы»)
Две нити света, скрученные в спираль и таким образом замкнутые в кольцо. Во время атаки кольцо размыкалось и он вторгался в Еву и тело пилота. Первоначально атаковал Еву-00 и проник в тело и сознание Рей Аянами, затем аналогичным образом воздействовал на Еву-01. При угрозе жизни обоих пилотов был уничтожен Рей путём самоликвидации Евы-00.
17. Табрис (яп. タブリス Табурису, «Свободной воли»)
Его «воплощением» оказался Каору Нагиса. Заслужил доверие и дружеское отношение Синдзи. Единственный из Ангелов (кроме Лилит), кому удалось самостоятельно проникнуть в Конечную Догму. Уничтожен Евой-01 под управлением Синдзи по собственной просьбе, что вызвало глубочайшую депрессию Синдзи.
18. Лилим (яп. リリン Ририн, «Жизни»). Человеческая раса. Каору называет всех людей — «Лилим».
Последним нападением Ангела стоит считать, по-видимому, нападение сил JSSDF.

## Ангелы-XX
Ангелы XX (яп. 使徒XX СитоXX) — серия фигурок, производящих моэ-персонификацию Ангелов, появлявшихся в аниме-сериале «Евангелион». Разработаны Минэ Ёсизаки. Продавались компанией WAVE.

Лилит-XX

Продажа началась в декабре 2005 года в честь 10-летнего юбилея сериала. Изначально жутких и загадочных Ангелов выполнили в виде милых девочек с внешностью на основе образа Рей Аянами. Единственная, кто выбивается из этого правила, — Табрис-XX. В её случае за основу был взят образ Каору Нагисы. В продажу поступали три серии — Ангелы-XX, «Продолжение Ангелов-XX» и выполненная в стиле «super-deformed» (он же «тиби») серия «Ангелы-XX nano!». Каждого Ангела-XX сопровождает небольшое описание его возможностей, задач и происхождения.

### Концепция
Согласно синопсису, в 2015 году Nerv, помимо «Евангелионов», запустил другой проект. В ходе экспериментального слияния ДНК, полученных от Ангелов, с XX (сверхсекретный код) Ra. ДНК (яп. 「XX」（重要機密コード）のRa.-DNA) создал оружие, способное перехватывать и уничтожать Ангелов подобно Евангелионам.